# ريكسال

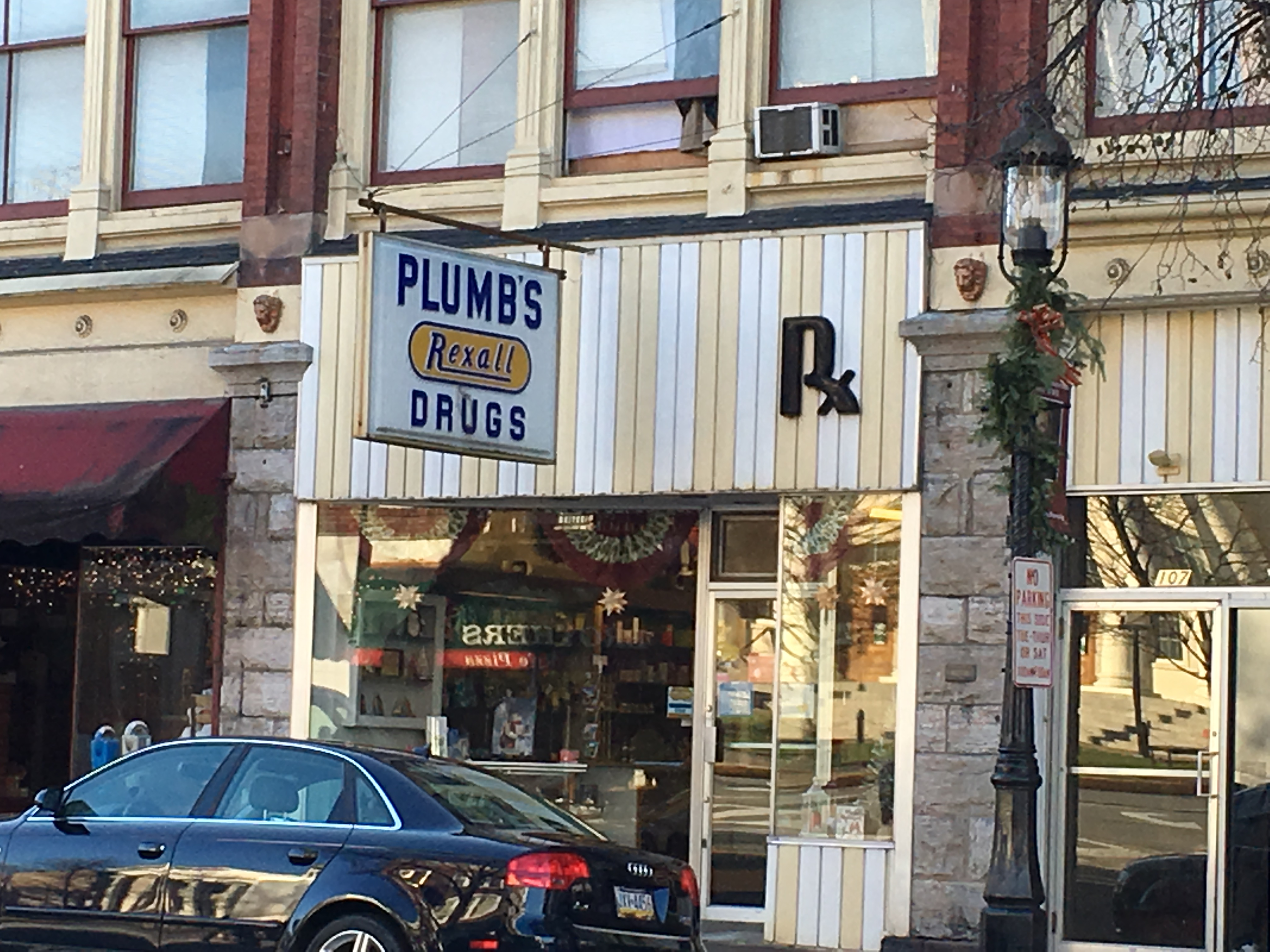
ريكسال في بيلفونت، بنسلفانيا 2015

كانت ريكسال (بالإنجليزية: Rexall) سلسلة من الصيدليات الأمريكية، وكان اسم منتجاتها التي تحمل علامتها التجارية. كانت هذه المتاجر، التي تعود جذورها إلى اتحاد متاجر الأدوية المتحدة منذ عام 1903، قد رخصت العلامة التجارية ريكسال لما يصل إلى 12000 متجر أدوية في جميع أنحاء الولايات المتحدة من عام 1920 إلى 1977.
تم اشتقاق كلمة " Rex " في الاسم من اسم إلين إم. ريجيس - "Regis" هي كلمة لاتينية تعني "الملك" - التي طورت "علاجات Rexall" والتي اشترت منها الشركة العلامة التجارية.

## التأسيس
عام 1903 أقنع لويس ك. ليجيت 40 صيدلية مستقلة باستثمار 4000 دولار (حوالي 108927 دولار أمريكي في 2023) في تعاونية تجار التجزئة تسمى United Drug Stores، والتي باعت المنتجات تحت اسم Rexall. بعد الحرب العالمية الأولى، أنشأت التعاونية ترتيب امتياز حيث تبنت منافذ البيع بالتجزئة المملوكة بشكل مستقل الاسم التجاري Rexall وبيعت منتجات Rexall. كان مقر الشركة في بوسطن، في منطقة تشغلها الآن جامعة نورث إيسترن.

## قطار ريكسال

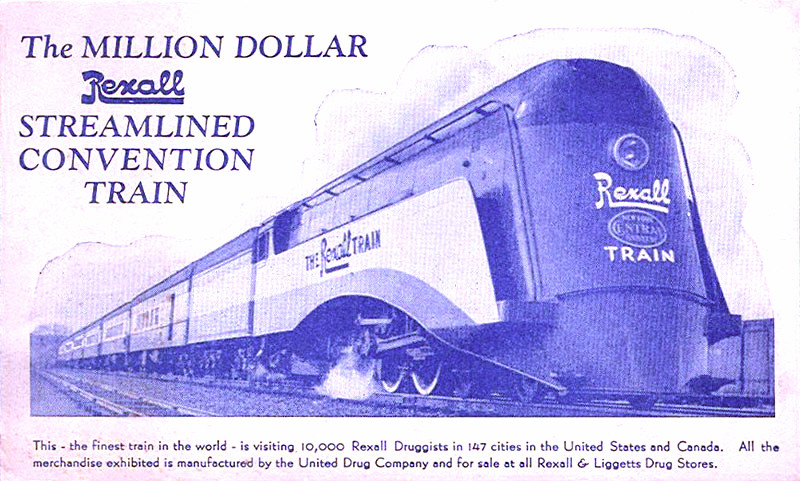
صورة بطاقة بريدية لقطار ريكسال

عبر حملة ترويجية، قام قطار ريكسال من مارس إلى نوفمبر 1936 بجولة حول الولايات المتحدة وكندا للترويج لمنتجات صيدلية ريكسال وتوفير ما يعادل مؤتمر وطني لصيادلة ريكسال المحليين دون تكلفة السفر. كانت التذاكر المجانية للسكان المحليين لمشاهدة عروض منتجات ريكسال متاحة في متاجر ريكسال المحلية للأدوية. شملت الجولة التي امتدت على مسافة 29 ألف ميل زيارة 47 ولاية من أصل 48 ولاية متجاورة (باستثناء ولاية نيفادا) وأجزاء من كندا.
كانت قاطرة بخارية انسيابية من طراز 4-8-2 موهوك (رقم 2873) من شركة نيويورك سنترال للسكك الحديدية تسحب قطار انسيابي مماثل باللونين الأزرق والأبيض يتكون من اثنتي عشرة عربة بولمان مكيفة. احتوت أربع من العربات على معروضات، وأربعة أخرى على مرافق للمؤتمرات، وواحدة على عربة طعام. كان القطار من بنات أفكار لويس ليجيت الذي كلف مليون دولار، والذي كان يسافر في عربة مراقبة في مؤخرته.

## النمو

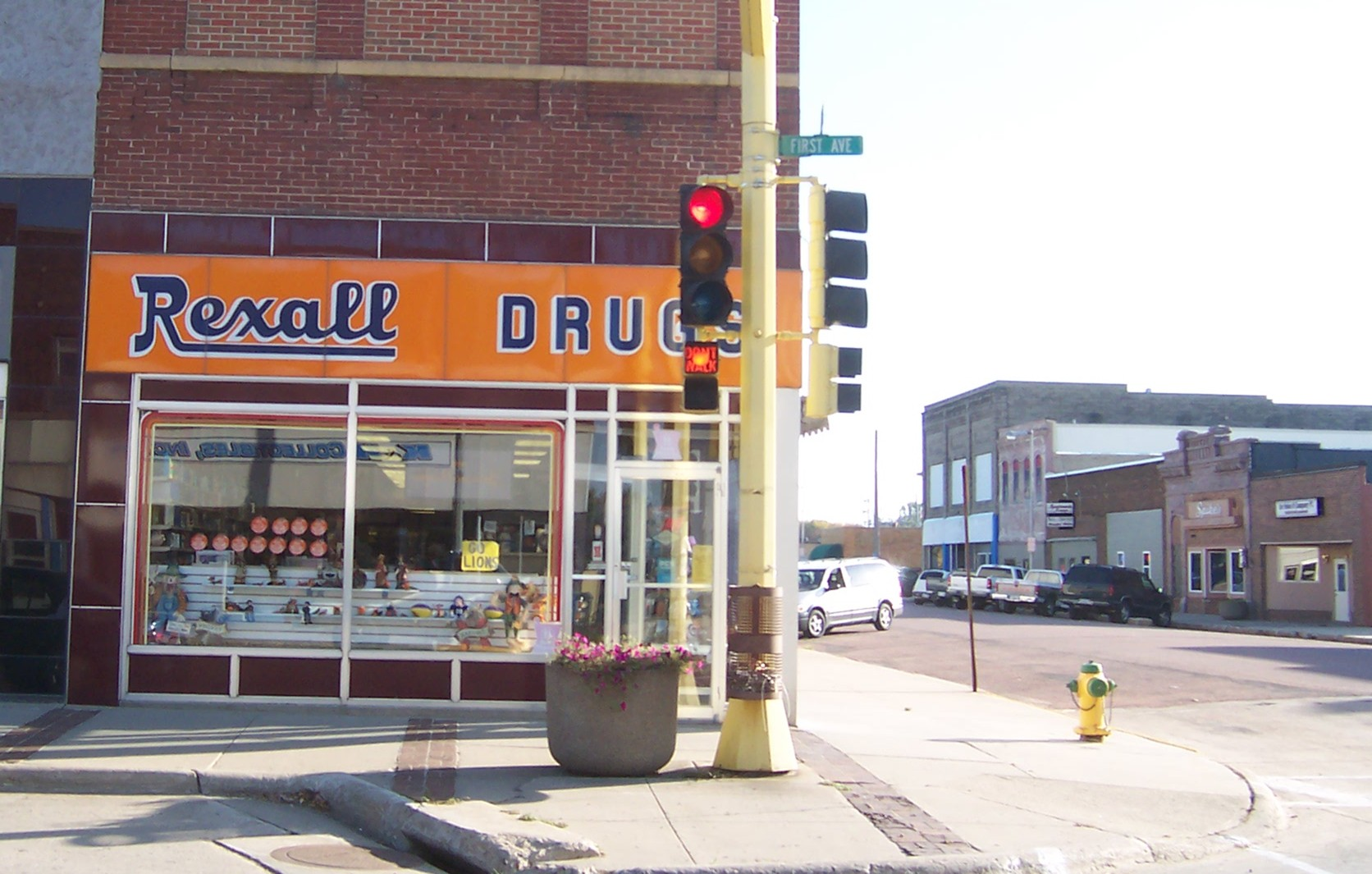
صيدلية ريكسال في روك رابيدز، أيوا (2006)

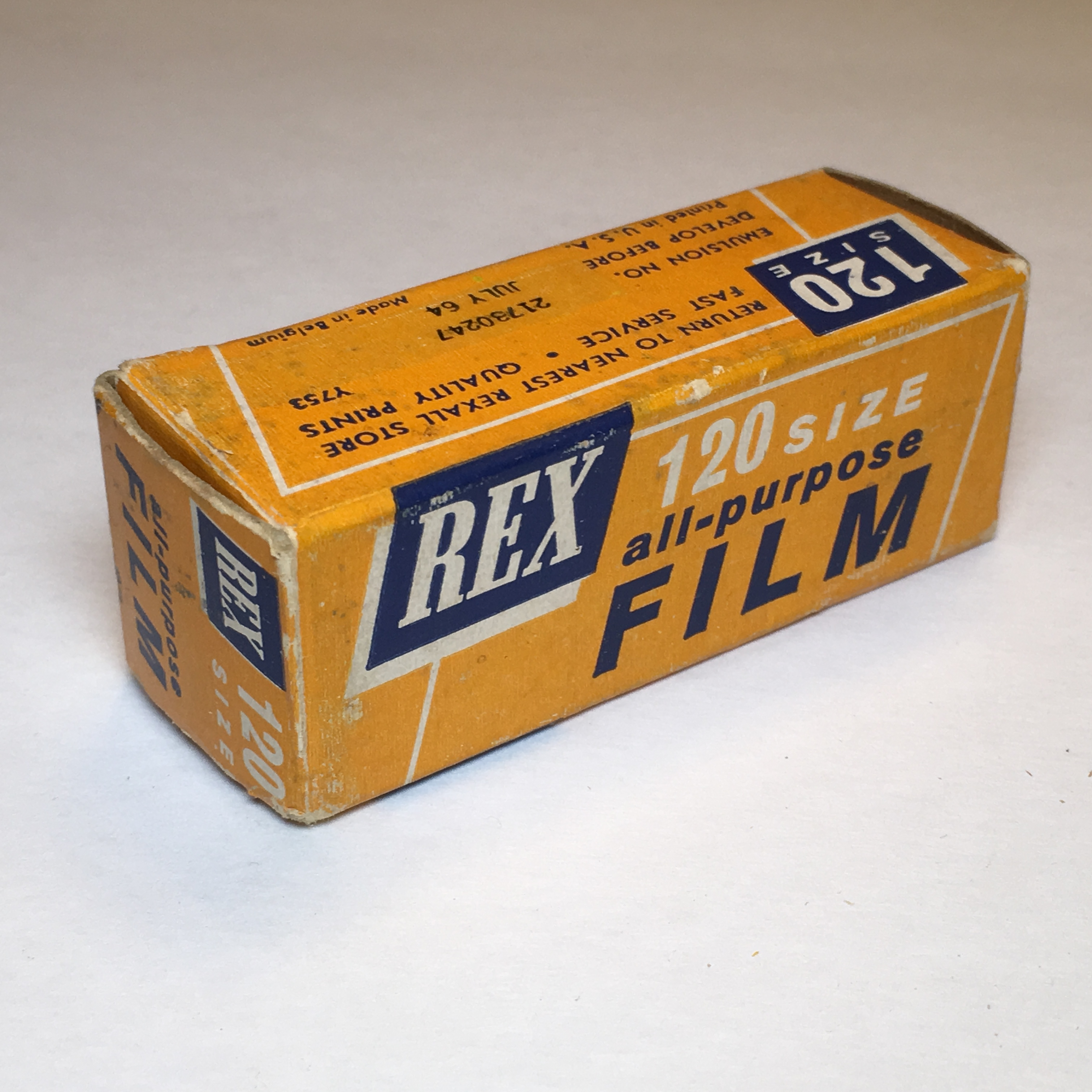
فيلم Rexall Drug 120 Panchromatic عالي السرعة (ستينيات القرن العشرين)

تولى جاستن ويتلوك دارت، الذي كان يعمل في السابق في سلسلة صيدليات شركة والغرينز، السيطرة على شركة United Drug Company التي يقع مقرها في بوسطن عام 1943. عملت السلسلة تحت العلامات التجارية Liggett و Owl و Sonta و ريكسال، والتي أعادت شركة دارت تسميتها تحت اسم Rexall.
اكتسبت شركة ريكسال شهرة وطنية من خلال رعايتها لبرنامجين إذاعيين أمريكيين كلاسيكيين مشهورين في الأربعينيات والخمسينيات في القرن العشرين: برنامج آموس وآندي وبرنامج فيل هاريس وأليس فاي. كان كلا العرضين يفتتحان غالبًا بإعلان من ممثل (جريف بارنيت) يجسد فيه شخصية "صيدلي عائلة ريكسال"، وكان يتضمن العبارة الجذابة "صحة جيدة للجميع من ريكسال". كما رعاوا عرض جيمي دورانتي، وتمت الإشارة إلى شخصية السيد بيفاي في بعض عروض راديو The Great Gildersleeve. كما قامت شركة ريكسال برعاية برنامج ريتشارد دايموند، المحقق الخاص بطولة ديك باول من أبريل 1950 حتى حلت شركة كاميل محل شركة ريكسال باعتبارها الراعي بعد بث البرنامج في 6 ديسمبر 1950.
في عام 1946، اشترت شركة United-Rexall Drug Inc. سلسلة Renfro في تكساس، وLane Drug Stores التي كانت تمتلك 58 متجرًا في جميع أنحاء الجنوب الشرقي.[بحاجة لمصدر] كما أطلقت أيضًا سلسلة متاجر Owl Superstores. في عام 1947، أقامت الشركة حفل افتتاح لمقرها الرئيسي الجديد ومتجرها الأول في لوس أنجلوس، كاليفورنيا. تم وصف بومة هوليوود الجديدة في مجلة لايف بأنها "أكبر صيدلية في العالم".  في عام 1958، كانت شركة ريكسال للأدوية أكبر شركة امتياز لصيدليات الأدوية في الولايات المتحدة، حيث كانت تضم 11,158 متجراً (للمقارنة، يوجد أقل من 12 ألف مطعم ماكدونالدز في الولايات المتحدة اليوم). وأشارت مجلة تايم إلى أن ثلثي متاجرها تقع في مناطق يعيش فيها ثلث السكان. ومع ذلك، فقد شكّل هذا أكثر من 20% من إجمالي الصيدليات في الولايات المتحدة.[بحاجة لمصدر]
عام 1958 أيضا، طُلب من موظف شركة ريكسال، جو كولومبي، اختبار إطلاق Pronto Markets، وهي علامة تجارية للمتاجر للتنافس مع 7-إلفن. بعد إدارة ستة أسواق برونتو في منطقة لوس أنجلوس، طلب ريكسال من كولومبي إغلاقها. قرر كولومب شراء هذه المتاجر بدلاً من ذلك، وأعاد تسمية السلسلة في النهاية إلى " Trader Joe's ".
باع دارت حصته في ريكسال عام 1978. استحوذت شركة دارت على حصص في شركات ويست بيند، ودوراسيل، وهوبارت كوربوريشن، وتوبروير، ورالف ويلسون بلاستيكس، وأرتشر جلاس، والتي كانت تُعرف مجتمعة باسم دارت إندستريز.

## الانخفاض

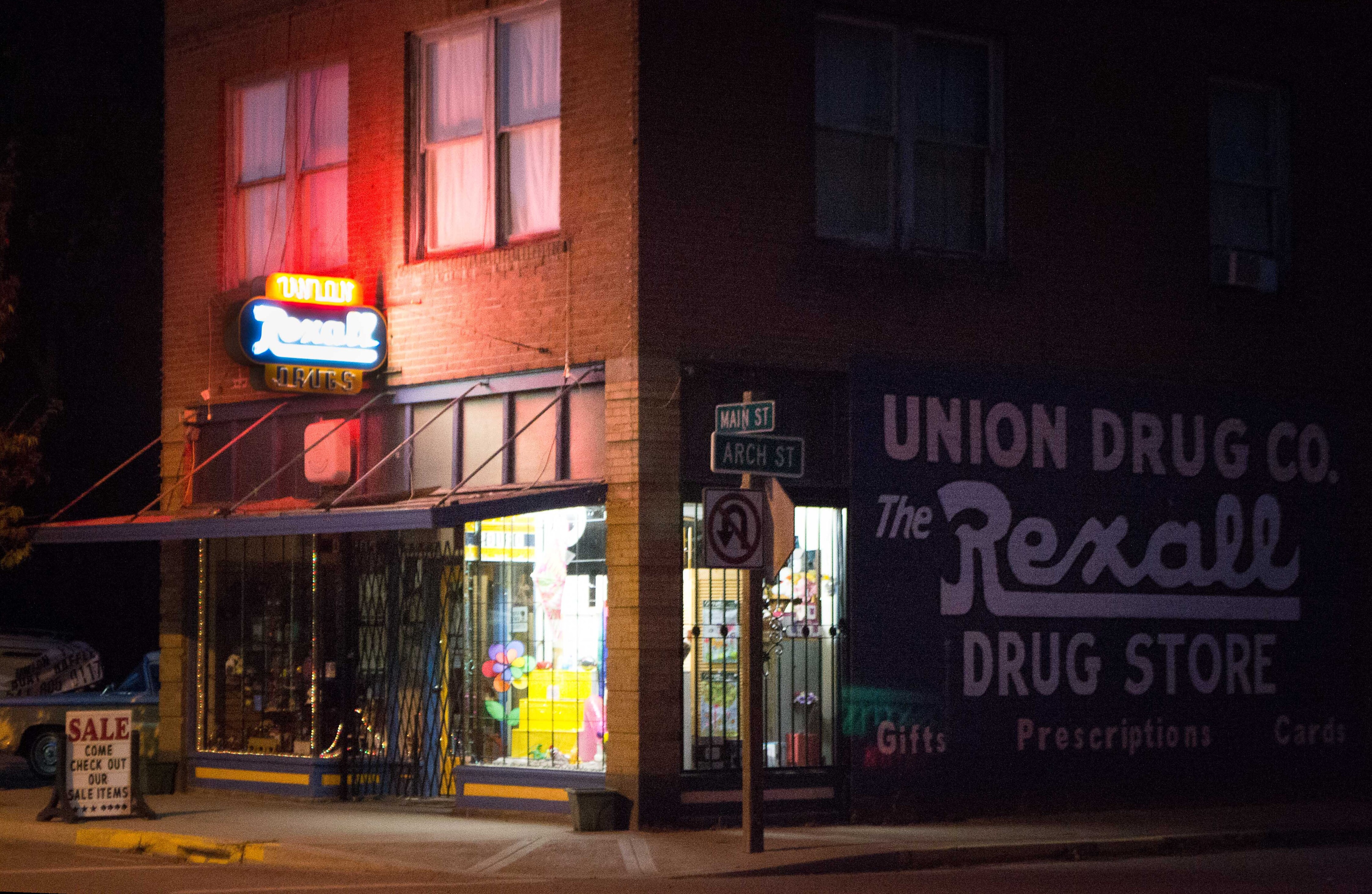
يهطل الليل على ريكسال في يونيون، أوريغون (2012)

اقتراب أواخر الخمسينيات وبداية الستينات من القرن العشرين، كان نموذج أعمال ريكسال المتمثل في متاجر الامتياز الموحدة، حيث يمتلك الصيدلي المحلي كل متجر بشكل مستقل، يتعرض بالفعل للهجوم من قبل سلاسل الخصم، مثل ثريفتي دراج وإيكيرد، وفي وقت لاحق في الستينيات، صيدلية سي في إس. تمكنت هذه الكيانات المؤسسية ذات التمويل الجيد من خفض التكاليف من خلال الشراء بالجملة، وركزت على النمو. بحلول عام 1977، تدهورت قيمة أعمال ريكسال إلى الحد الذي أدى إلى بيعها لمستثمرين من القطاع الخاص مقابل 16 مليون دولار (~ NaN دولار). في Error: undefined index "US-GDP" when using {{تضخم-سنة}}.). قام المستثمرون ببيع المتاجر المملوكة للشركة، على الرغم من أن تجار التجزئة الحاليين تمكنوا من الاحتفاظ باسم ريكسال. كانت هذه المتاجر تميل إلى أن تكون أضعف، وقليل منها احتفظ بالاسم مع تقدم الوقت. وواصلت الشركة توزيع الفيتامينات والأغذية الصحية والأدوات البلاستيكية. في جميع أنحاء الولايات المتحدة، لا يزال بعض تجار التجزئة الامتيازيين يستخدمون اسم Rexall. 

## ريكسال-صن داون
استحوذت شركة صن داون، وهي شركة لصناعة واقيات الشمس، على علامة ريكسال التجارية عام 1985، في عملية استحواذ معادية، واستمرت في إنتاج المكملات الغذائية والعلاجات تحت الاسم الجديد Rexall-Sundown، دون أي علاقة بسلسلة متاجر الأدوية يكسال المتبقية، ولا بصانع الأدوية والمتفرقات الكندي. استحوذت شركة نوميكو على شركة ريكسال صن داون عام 2000. قامت شركة نوميكو بتقسيم أقسام ريكسال وبيعها عام 2003، وبيع اسم ريكسال-صن داون إلى شركة NBTY، وهي شركة فيتامينات أمريكية، وكان من المقرر بيع قسم يونيسيتي نتورك إلى شركة أكتيفيتد هولدينجز، وهي شركة مملوكة للقطاع الخاص. فشلت الصفقة، وتم بيع شركة Unicity Network إلى إدارتها. اعتبارًا من عام 2022، تم تعيين جميع العلامات التجارية لشركة Rexall Sundown لشركة نستله.
في مارس 2010 قامت شركة دولار جنرال بترخيص اسم ريكسال من شركة الرعاية الصحية العملاقة ماكيسون كوربوريشن (التي استحوذت على ريكسال (كندا) عام 2016)،  وأعلنت أنها ستكون التاجر الحصري لمنتجات ريكسال التجارية.  تتواجد منتجات ريكسال في العديد من فئات البيع بالتجزئة، بما في ذلك الأدوية التي لا تستلزم وصفة طبية، والعناية بالأسنان، والفيتامينات والمكملات الغذائية، والعناية بالقدم، والإسعافات الأولية.

## قراءة إضافية
- قصة ريكسال: تاريخ العبقرية والإهمال بقلم ميكي سي سميث(ردمك 0-7890-2472-1)

## روابط خارجية
- ريكسال.كوم
- قطار ريكسال؛ مقالة وصور وخريطة على ThemeTrains.com
- مقالة مجلة تايم عام 1958
- مقالة من مجلة تايم عام 1946
- مقالة من مجلة تايم عام 1949
- تقليد ريكسال
- صيدلية ميديتراست[وصلة مكسورة]
- توجد سجلات شركة الأدوية المتحدة في قسم المكتبات والأرشيفات والمجموعات الخاصة بجامعة نورث إيسترن، بوسطن، ماساتشوستس.
- قطار ريكسال في مدينة فاس، تورنتو (المقال والصورة)